# Station Støren
Station Støren is een station in  Støren in fylke Trøndelag  in  Noorwegen. Het station ligt aan Dovrebanen en aan Rørosbanen. Støren werd in 1864 geopend als voorlopig eindpunt van de lijn vanuit  Trondheim.
Het eerste stationsgebouw, ontworpen door Georg Andreas Bull, ging in vlammen op in 1940 als gevolg van oorlogsgeweld. In 1941 kwam een nieuw gebouw gereed dat in de jaren na de oorlog nog ingrijpend uitgebouwd werd.